# Wojna głodowa
Wojna głodowa – konflikt polsko-krzyżacki w 1414 roku toczony na terenach państwa zakonnego.  

## Przebieg

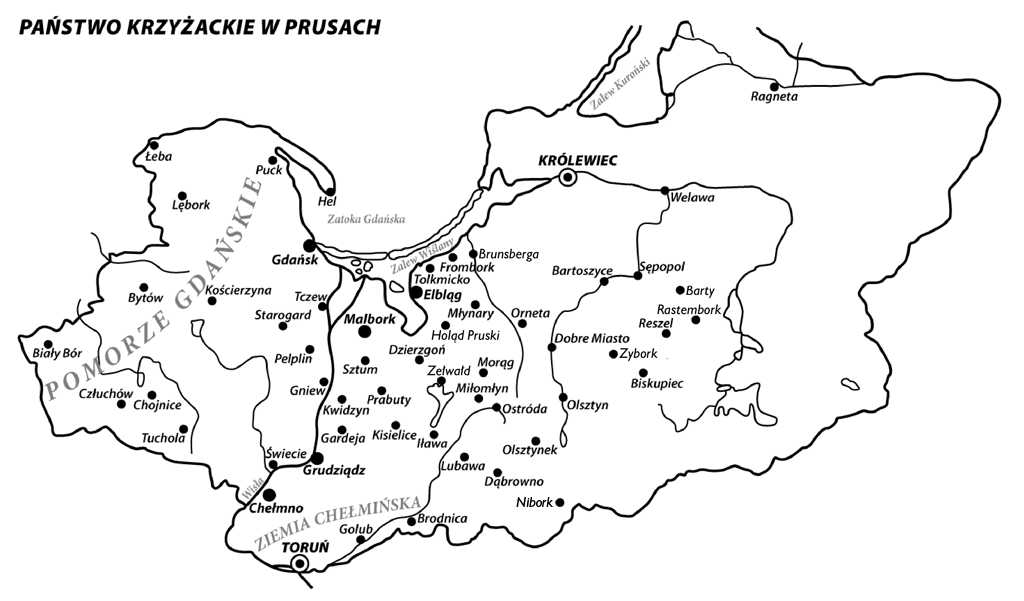
Państwo krzyżackie do 1466 roku

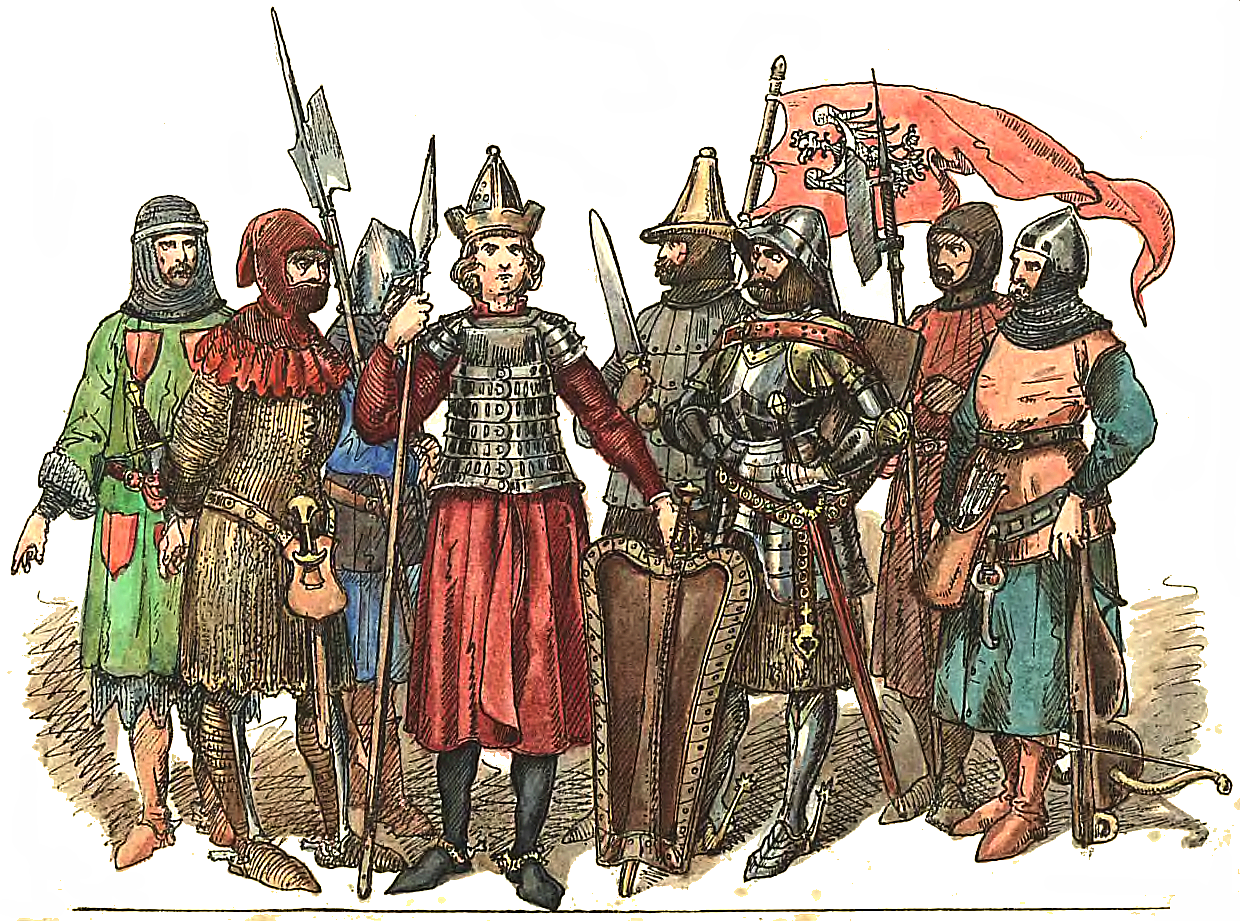
Rycerstwo polskie 1333-1434 według wyobrażeń Jana Matejki

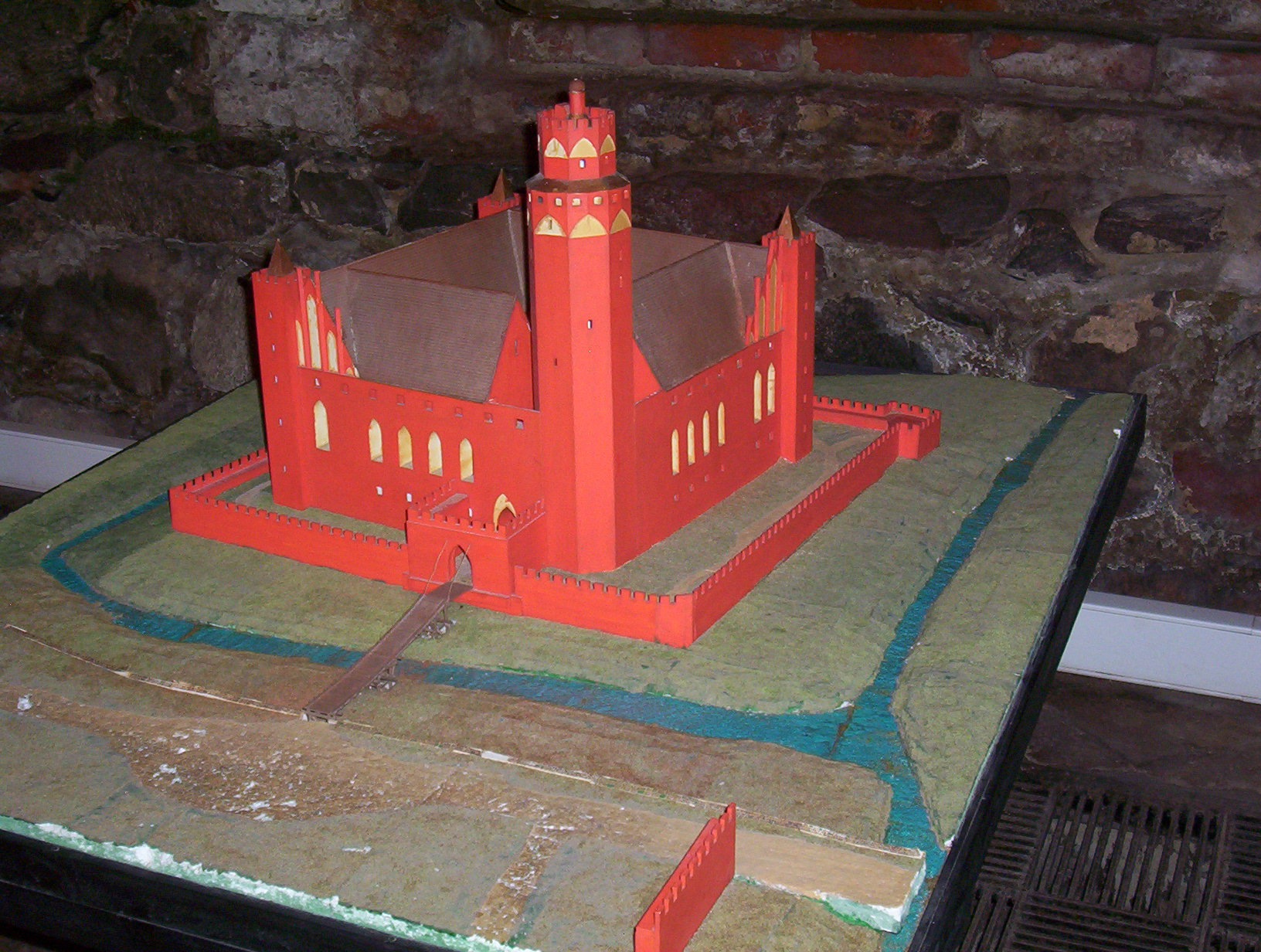
Makieta zamku w Brodnicy

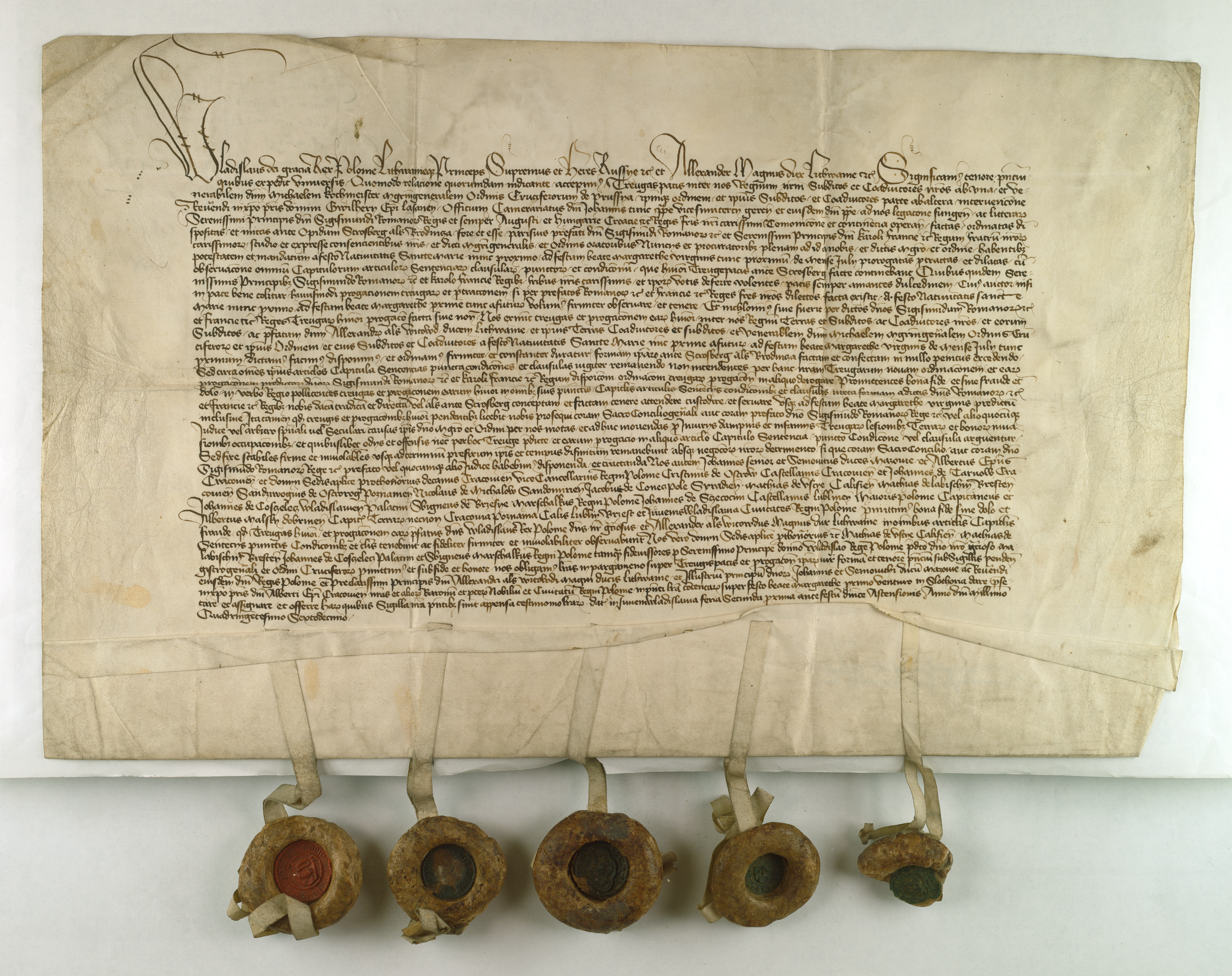
Król Władysław Jagiełło i wielki książę Witold (Aleksander) zobowiązują się zachować rozejm z wielkim mistrzem krzyżackim Michałem Küchmeistrem von Sternberg, 1416, Archiwum Główne Akt Dawnych

Prowadzona pod hasłem odzyskania wszystkich historycznych strat Polski na rzecz Zakonu, z Pomorzem Gdańskim na czele. Wojska Jagiełły nie zostały poparte przez stany pruskie miast państwa zakonnego, chociaż już w styczniu 1414 roku, na zjeździe stanów w Malborku, zgromadzeni tam przedstawiciele  szlachty pruskiej, dostrzegając potęgę i siłę Królestwa Polskiego i obawiając się w wyniku wojny wyższych podatków ze strony państwa zakonnego, domagali się zagwarantowania z ich strony osobistej nietykalności.
W kwietniu 1414 roku doszło do rozmów polsko-krzyżackich w Grabiach, jednak nie przyniosły one rozwiązania spornych kwestii, dlatego w czerwcu 1414 roku król Jagiełło postanowił ponownie zbrojnie wyruszyć na tereny państwa zakonu krzyżackiego.
Król wypowiedział wojnę zakonowi 18 lipca 1414 roku, co ogłosił na zamku w Łęczycy i wyruszył w lipcu z armią z Wolborza, a następnie przekroczył Wisłę koło Czerwińska. Następnie połączył się z wojskami książąt mazowieckich i wojskami Witolda. Wojskom Jagiełły towarzyszyło też kilku książąt śląskich (m.in. Konrad VII Biały oleśnicki, Bernard niemodliński, Jan II Żelazny, Wacław głogowski, Bolko cieszyński). Po przekroczeniu granicy i minięciu Nidzicy, która skapitulowała 6 sierpnia, wojska polskie kierowały się w kierunku Królewca, pustosząc to wszystko, czego nie spalili wcześniej Krzyżacy. Ci jednak, chcąc uniknąć otwartej bitwy, spalili piekarnie i młyny, pochowali zapasy i schronili się w zamkach, co nie pozwoliło siłom polsko-litewskim na rozstrzygnięcie wojny w wyniku bitwy. W tej sytuacji wojska polskie przy pomocy Związku Jaszczurczego zdobyły szturmem Nidzbork (Nidzicę), Morąg, opanowały Ostródę, Olsztyn, Olsztynek, Kiszpork (Dzierzgoń), Biskupice, Prabuty i Kurzętnik. Dobre Miasto zostało podpalone i porzucone przez mieszkańców i następnie zajęte przez przednie straże wojsk polskich. Z Dobrego Miasta główna część wojsk polskich skierowała się w kierunku Lidzbarka, a zagony splądrowały Barczewo, Biskupiec i Jeziorany. Przednie straże wojsk polskich i litewskich podeszły pod Lidzbark 15 sierpnia 1414. Rozpoczęte kilka dni później oblężenie zostało zakończone na prośbę biskupa Henryka Vogelsanga, który powołał się na wcześniejsze powiązania ze stroną polską. Po odejściu spod Lidzbarka wojska polsko-litewskie przeszły w kierunku Pieniężna, które zostało spalone. Następnie zniszczono Prusy Dolne i skierowano się w kierunku Elbląga, a następnie wojska przeprawiły się przez Pasłękę po wybudowanym w tym celu moście. W trakcie tych działań zniszczono także Frombork. W przeciągu kilku tygodni Polacy zajęli całą Warmię po Elbląg i Braniewo, niszcząc poważnie najbogatsze południowo-zachodnie terytoria zakonne.
Taktyka wcześniejszego ogołocenia ziem zakonnych przez Krzyżaków i ucieczka ludności, spowodowała znaczne problemy aprowizacyjne wojsk polskich, przez co wojna ta została nazwana „głodową”. W tej sytuacji armia polska skierowała się na Elbląg, a następnie w kierunku Brodnicy. W tym też czasie Krzyżacy prowadzili też dywersyjne wypady na pogranicze wielkopolskie, dobrzyńskie i kujawskie.
W trakcie nieskutecznego oblężenia, bardzo silnie ufortyfikowanego zamku w Brodnicy, w wojskach polskich zaczęła szerzyć się epidemia, a Witold wycofał się na Litwę, wielki mistrz Michał Küchmeister von Sternberg zaproponował Polakom, że odstąpi im ziemię chełmińską, Kujawy i południową część Pomorza Gdańskiego, a Litwinom Żmudź, król Jagiełło jednak odmówił. Po liście Krzyżaków do papieża, legat papieski Jan biskup Lozanny wystąpił z propozycją przeniesienia sporu na drogę dyplomatyczną.
Król polski Władysław Jagiełło zawarł z Krzyżakami 8 (7 października) października dwuletni rozejm pod Brodnicą i zgodził się dochodzić swych roszczeń na Soborze w Konstancji.
Komisja powołana do rozpatrzenia sporu nie znalazła rozstrzygnięcia i zaleciła sąd rozjemczy, któremu przewodniczył Zygmunt Luksemburski. Termin rozejmu przedłużono później do 1418 roku. Niekorzystny dla Jagiełły wyrok wydany 6 grudnia 1420 roku oraz dalsze przeciąganie się sporu doprowadziło do nowej wojny w 1422 r.